# Vindecarea lunaticului

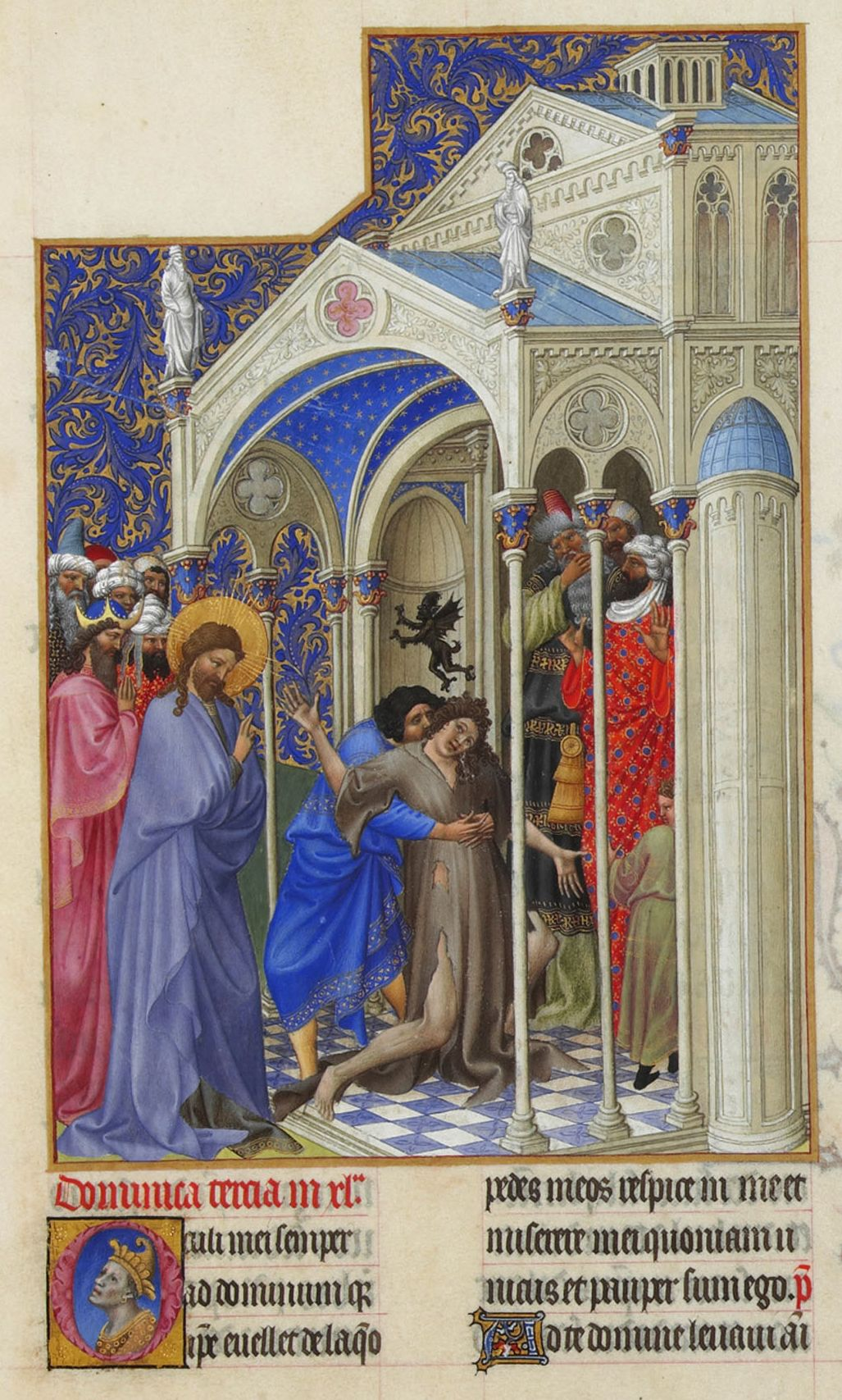
Exorcizarea unui băiat posedat de demon din Très Riches Heures du Duc de Berry, sec. al XV-lea.

Vindecarea lunaticului (Exorcizarea unui băiat posedat de demon sau Vindecarea fiului lunatic) este una din minunile lui Iisus, consemnată în Evanghelia după Matei (17:14-21), în cea după Marcu (9:14-29) și în cea după Luca (9:37-42).
Potrivit evangheliilor, Iisus a săvârșit această minune imediat ce a coborât de pe munte, după minunea Schimbarea la Față.
Un om din mulțime l-a rugat pe Iisus să-i vindece fiul, care era posedat de un demon, făcea spume la gură, scrâșnea din dinți și înțepenea apoi. Omul îi rugase anterior pe ucenicii lui Iisus să alunge demonul, dar ei nu au putut să o facă. Iisus a răspuns: "O, neam necredincios și îndărătnic! Până când voi fi cu voi și vă voi răbda?", cerând apoi să vadă băiatul. Așa că ei l-au adus. Când duhul l-a văzut pe Iisus, a început imediat să scuture cu violență băiatul. Acesta a căzut la pământ și se zvârcolea acolo, făcând spume la gură.
Iisus l-a întrebat pe tatăl băiatului: "De câtă vreme este așa?"
"Din copilărie", i-a răspuns el. "L-a aruncat de multe ori în foc sau în apă pentru a-l omorî. Dar dacă poți face ceva, fie-ți milă de noi și ajută-ne."
"Dacă tu poți să crezi", a spus Iisus, "orice este cu putință celui care crede."
Tatăl copilului a exclamat imediat: "Cred, Doamne! Ajută necredinței mele!"
Când Iisus a văzut că mulțimea dă năvală, a certat duhul cel necurat, zicându-i:"Duh mut și surd, îți poruncesc ție: ieși din el și să nu mai intri niciodată în el!"
Duhul a răcnit, l-a aruncat la pământ, l-a scuturat cu putere și a ieșit. Băiatul a rămas ca mort așa că mulți au spus: "A murit." Dar Iisus l-a apucat de mână și l-a ridicat în picioare și el și-a revenit.
După ce omul a intrat în casă, ucenicii săi l-au luat de o parte pe Iisus și l-au întrebat: "De ce noi n-am putut să-l alungăm?"
El le-a răspuns: "Din cauza puținei voastre credințe. Căci adevărat grăiesc vouă: Dacă veți avea credință în voi cât un grăunte de muștar, veți zice muntelui acestuia: Mută-te de aici dincolo, și se va muta; și nimic nu va fi vouă cu neputință. Dar acest neam de demoni nu iese decât cu rugăciune și cu post."